# 斯通曼湖 (亞利桑那州)
斯通曼湖（英語：Stoneman Lake）是位於美國亞利桑那州可可尼諾縣的一個非建制地區。該地的面積和人口皆未知。

## 地理
斯通曼湖的座標為34°46′53″N 111°30′46″W / 34.78139°N 111.51278°W，而該地的平均海拔高度為2067米（即6781英尺）。